# アキュラ・CSX
CSX（シーエスエックス）は、本田技研工業がかつて生産し、アキュラブランドで販売していたセダン型の小型乗用車である。

## 概要
アキュラ・ELに代わるカナダ専売車種として、8代目ホンダ・シビックをベースにした車両である。内装はアキュラ向けに若干豪華になっており、価格もシビックより高く設定されている。外装は欧州市場向けシビック・ハイブリッドとほぼ同一なものの、北米仕様シビックとは多少デザインが変更されているため、若干の差別化がなされていることになる。
EL同様にカナダのオンタリオ州アリストンで製造されており、日本仕様シビックに対する顕著な差異として、155hpのK20Z2エンジンを搭載していることが挙げられたが、日本仕様のシビックにも2006年4月7日から同等のエンジンを搭載した「2.0GL」が追加された。
2006年11月には「Type-S」が追加された。基本的に北米仕様シビック「Si」と同様で、197hpのK20Z3には6速MTとヘリカルLSDが組み合されている。サスペンションにはスポーツチューンが施され、215/45 R17サイズのタイヤが装着されている。
2009年、アキュラのトレンドに合わせ、「パワープレミアムグリル」と名付けられた新意匠のフロントグリルの採用、ヘッドランプユニット内をクロームから黒へ、リアコンビランプを丸形から八角形へ、など、外観の変更が行われた。

## 初代 FA2型（2005-2011年）
- 2005年11月 - アキュラ・1.7ELの後継車として発売された。
- 2006年11月 - 「Type-S」が追加された。
- 2007年 - 2008年モデルへのマイナーチェンジにおいて、VSAが標準装備され、「Premium」（グレード名）を「Technology」へ改称された。
- 2008年 - 2009年モデルへのマイナーチェンジにおいて、デジタルオーディオプレーヤー用USBポートを全車に、ハンズフリーマイク用Bluetoothモジュールを「Technology」と「Type-S」に標準装備された。
- 2009年 - シビックに合わせて'10モデルへのマイナーチェンジにおいてベースグレードが廃止され、これにより最廉価となる「Technology」を 「iTech」へ改称された。
- 2011年 - 製造を終了した。後継車であるアキュラ・ILXは、2012年春に発売される[1] 。